# Upper Saloum
Upper Saloum é um distrito da Gâmbia.